# Gavin Reilly
Gavin Reilly (Dumfries, 10 maggio 1993) è un calciatore scozzese, attaccante dell'Arbroath.

## Carriera
Ha giocato nella prima divisione scozzese.

## Palmarès

### Club

#### Competizioni nazionali
- Scottish Challenge Cup: 1

Queen of the South: 2012-2013
- Scottish Second Division: 2

Queen of the South: 2012-2013
Arbroath: 2024-2025
- Scottish Championship: 1

St. Mirren: 2017-2018